# Brachionus donneri
Brachionus donneri är en hjuldjursart som beskrevs av Brehm 1951. Brachionus donneri ingår i släktet Brachionus och familjen Brachionidae.

## Underarter
Arten delas in i följande underarter:
- B. d. bifurcus
- B. d. donneri